# 홍정명 지석
홍정명 지석(洪廷命 誌石)은 충청북도 진천군 광혜원면 실원리에 있는 조선시대의 지석이다. 2004년 7월 9일 충청북도의 유형문화재 제241호로 지정되었다.

## 개요
지석(誌石)은 죽은 사람의 인적사항, 묘(墓)의 위치와 좌향(坐向) 등을 적어서 묘에 묻은 판석(板石)이나 도판(陶板)을 말한다.
이 지석 지문(誌文)의 주인공인 홍정명(1692∼1748)은 선조의 부마(駙馬)인 당원위(唐原尉) 홍우경(洪友敬)의 4대손으로 숙종 18년(1692)에 출생하여 숙종 41년(1715)에 상상(上庠)하고 영조 원년(1725)에 정시병과(庭試丙科)에 급제하였다.
지문의 찬자(撰者)는 외손(外孫)인 백곡(栢谷) 이득신(李得臣, 1742∼1802)이며, 필사자(筆寫者)는 시(詩)·서(書)·화(畵)의 대가(大家)인 표암(豹菴) 강세황(姜世晃, 1713∼1791)이다.
제작연대는 지문의 찬자인 이득신의 직함이 홍충도관찰사(洪忠道觀察使)(1785년)로 나타나고 필사자 강세황의 품계가 ‘자헌대부(資憲大夫)’로 나타나고 있는 것으로 보아 1785∼1790년경으로 추정된다.
이 지석은 오석(烏石)에 해서체(楷書體)로 음각하였는데 4매 총 8면이며, 크기는 28×20×3cm이고, 내외로 각 매마다 약간의 차이가 있다.
오석으로 제작된 것으로 조선시대 지석 제작양상을 파악할 수 있으며 문인 이득신의 글에 조선후기 시·서·화의 대가였던 표암 강세황의 작품이라는 점에서 서지학(書誌學) 및 금석학(金石學)의 중요자료이다.

## 참고 자료
- 홍정명 지석 - 국가유산청 국가유산포털